# Futuro Hacia Adelante
Futuro Hacia Adelante (en tailandés: พรรค อนาคต ใหม่; en inglés: New Future Party) fue un partido político fundado en Tailandia en marzo de 2018 por el magnate Thanathorn Juangroongruangkit, exvicepresidente de Thai Summit Group y por el profesor de derecho constitucional Piyabutr Saengkanokkul, secretario general del partido. Reivindicaba el retorno de la democracia, elecciones libres y justas y un compromiso para reconstruir el consenso político. Era miembro de la Alianza Progresista. El partido fue disuelto por la Corte Constitucional el 21 de febrero de 2020. El sucesor de facto dando continuidad al movimiento fue el Partido Avanzar que a su vez fue disuelto en agosto de 2024 y abrió la puerta a la creación del nuevo Partido del Pueblo el 9 de agosto de 2024.

## Trayectoria
El partido celebró su primera reunión pública el 27 de mayo de 2018 en la Universidad Thammasart y fue legalizado el 28 de septiembre de 2018. 
El 14 de diciembre de 2019 logró reunir a miles de personas en una manifestación contra una orden para su disolución emitida por la autoridad electoral del país por infringir la ley al recibir financiación del propio Thanatorn. La manifestación fue considerada como la más numerosa contra las autoridades convocada en Tailandia desde 2014.